# Hitler Lives
Hitler Lives ist ein US-amerikanischer Kurz-Dokumentarfilm von Warner Bros. aus dem Jahr 1945. Regisseur war Don Siegel. Der Film warnt vor dem Wiedererstarken Deutschlands nach der Niederlage im Zweiten Weltkrieg.

## Handlung
Der Dokumentarfilm zeichnet ein Bild der Deutschen als ewige Aggressoren. Dabei bezieht sich der Film auf drei kriegsaffine „Führer“, die anschließend in Kapiteln vorgestellt werden: Otto von Bismarck, Wilhelm II., dem hier die Schuld am Ersten Weltkrieg gegeben wird, und zuletzt Adolf Hitler. Dabei spricht der Sprecher zynisch von den friedlichen Zwischenzeiten, die es immer wieder gegeben hat und warnt vor einem vierten Führer aus der Mitte dieses kriegerischen Volks, der sich bis jetzt noch nicht gezeigt habe. So rechtfertigt der Film auch die Besetzung Deutschlands. Gezeigt werden ebenso drastische Bilder, so die Leichenberge der Konzentrationslager und die der Massengräber an der Ostfront. Am Ende warnt der Film vor faschistischen und nationalsozialistischen Agitatoren im eigenen Land.

## Hintergrund
Der Film greift auf Motive und Filmmaterial des kurz vorher für interne Militärzwecke produzierten Films Your Job in Germany (1945) zurück, der von Dr. Seuss (Theodor Seuss Geisel) geschrieben wurde. Die Unterschiede zum Vorgängerfilm, aus dem zahlreiche Szenen übernommen wurden, liegen in der weitaus drastischeren Darstellung der NS-Verbrechen, der eindringlichen Warnung vor einem Überschwappen des üblen Geists des Nazismus in die USA und am Ende des Films dem Aufruf, eine dauerhafte, friedliche Weltordnung aufzubauen. Saul Elkins schrieb das neue Drehbuch und die Kommentare wurden von Knox Manning neu eingesprochen. Der ursprünglich für das United States Army Signal Corps geschriebene Film konnte so kommerziell verwendet werden.  Bei der Oscarverleihung 1946 wurde der Film mit einem Oscar für den besten Dokumentar-Kurzfilm ausgezeichnet.